# Eesti Põlevkivi

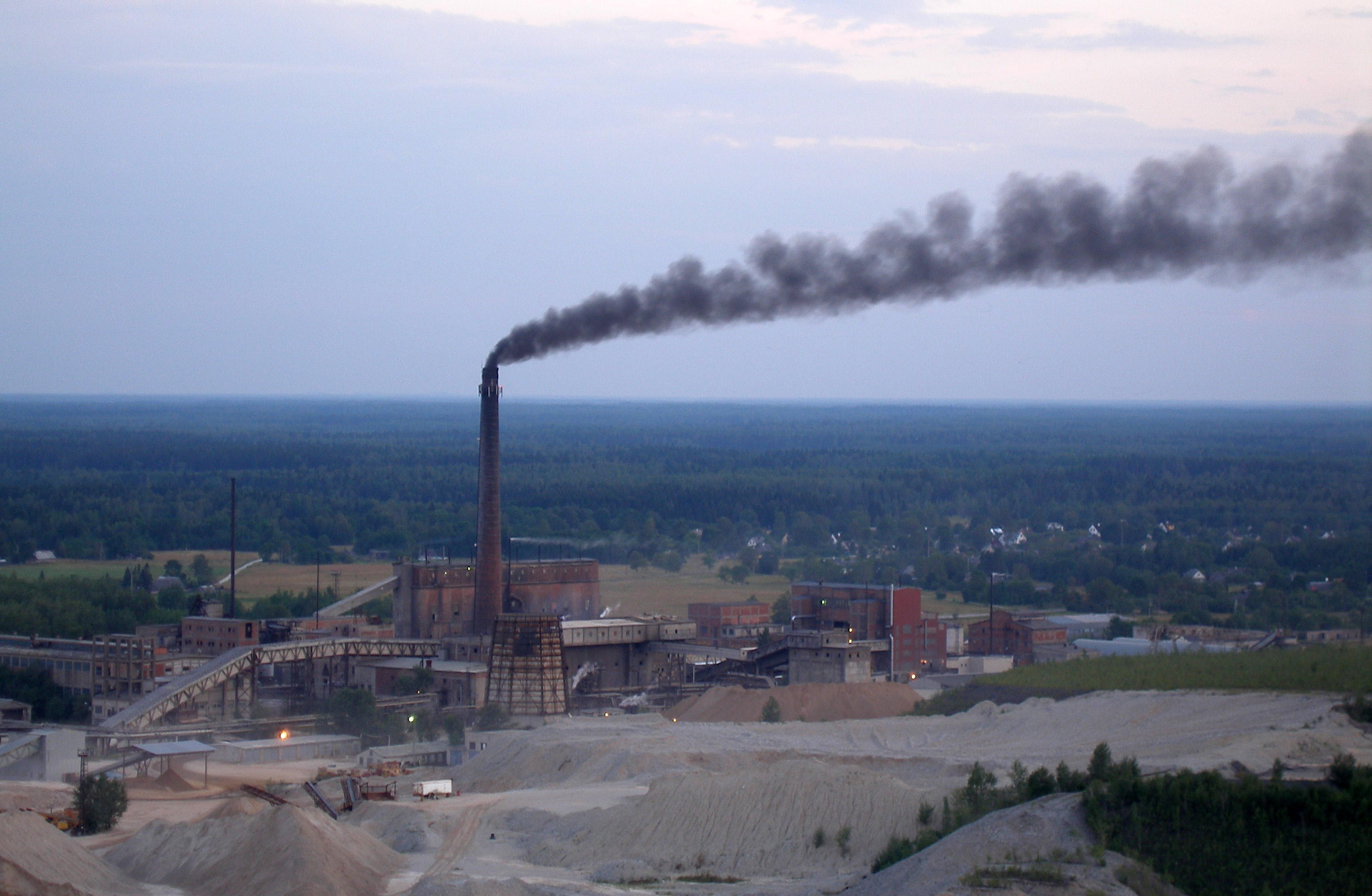
Fabrik von Eesti Põlevkivi in Kiviõli

Eesti Põlevkivi AS ist eine Tochtergesellschaft des Energieunternehmens Eesti Energia. Die Aktiengesellschaft ist der größte Förderer von Ölschiefer in Estland. Eesti Põlevkivi steht noch vollständig in staatlichem Eigentum.

## Geschichte
Die erste Erwähnung des Ölschiefers (estnisch põlevkivi, „brennender Stein“) in der Region stammt aus dem Jahr 1725. Allerdings wurde mit dem industriellen Abbau des Ölschiefers erst 1916, während der Energiekrise des Ersten Weltkriegs, begonnen. Mit der Unabhängigkeit Estlands von Russland 1918 nahm sich auch der Staat des Ölschieferabbaus an. Hintergrund war die Tatsache, dass Estland kaum über andere einheimische Energieträger verfügt. 1919 wurde die Firma Riigi Põlevkivitööstus, 1922 die Aktiengesellschaft Kiviõli gegründet. Bis 1940 gab es in Estland sechs staatliche oder private Förderunternehmen, die sich vor allem auf Kuckersit spezialisiert hatten. Nach dem Ende des Zweiten Weltkriegs gab es in der Estnischen SSR einen Aufschwung beim Abbau von Ölschiefer. 1980 wurden über 31 Millionen Tonnen jährlich gefördert. Sie wurden hauptsächlich zur Verstromung verwendet.

## Unternehmen
Die Firma Eesti Põlevkivi wurde 1945 als sowjetisches Staatsunternehmen gegründet. Die Firmenzentrale befindet sich heute in Jõhvi, der Hauptstadt des Landkreises Ida-Virumaa. Hauptaktivität von Eesti Põlevkivi ist der Über- und Untertagebau von Ölschiefer im Nordosten Estlands. Eesti Põlevkivi fördert etwa 14 Millionen Tonnen Ölschiefer im Jahr. Der Umsatz beträgt derzeit jährlich 1,8 Milliarden Estnische Kronen (ca. 115 Millionen Euro). Die Firma ist mit 3.500 Arbeitsplätzen wichtiger Arbeitgeber in der strukturschwachen, stark russischsprachig geprägten Region. Gegenwärtiger Vorstandsvorsitzender ist Ilmar Jõgi (* 1958).
80 % des geförderten Ölschiefers wird in Strom oder Heizkraft umgewandelt, hauptsächlich im Elektrizitätskraftwerk von Narva. Der Rest wird für die Herstellung von Spezialölen, Gasen oder Zement verwendet.

## Tochterfirmen
Eesti Põlevkivi hat drei Tochterunternehmen:
- Põlevkivi Kaevandamise AS als Betreibergesellschaft des Tagebaus bei Narva und Aidu und der beiden Ölschieferminen „Estonia“ und „Viru“.
- AS Põlevkivi Raudtee, eine Eisenbahngesellschaft für den Transport von Ölschiefer mit einem Streckennetz von über 200 km
- 35%iger Anteil an Orica Eesti OÜ, einem Unternehmen zur Sprengstoffherstellung